# 9184 Vasilij
9184 Vasilij è un asteroide della fascia principale. Scoperto nel 1991, presenta un'orbita caratterizzata da un semiasse maggiore pari a 2,3123921 UA e da un'eccentricità di 0,0968943, inclinata di 4,79471° rispetto all'eclittica.